# Замбийско-малавийские отношения
Замбийско-малавийские отношения — двусторонние дипломатические отношения между Замбией и Малави. Протяжённость государственной границы между странами составляет 847 км.

## История
В 1953 году территории современных Замбии, Малави и Зимбабве были объединены в единое полунезависимое государство под британским протекторатом. В 1964 году Замбия и Малави стали независимыми государствами и установили дипломатические отношения.
В 2006 году лидер оппозиции Замбии Майкл Сата был депортирован из Малави по политическим причинам. В 2011 году Майкл Сата стал президентом Замбии и заявил о том, что он прощает президента Малави Бингу ва Мутарикy и готов расширять сотрудничество между странами.
В 2014 году президентом Малави был избран Артур Питер Мутарика, а в 2015 году президентом Замбии стал Эдгар Лунгу. Лидеры обеих стран подчеркивают дружеский характер отношений между государствами и осуществили несколько официальных визитов в столицы государств. В 2015 году правительство Малави обратилось к Замбии с просьбой оказать помощь в обучении вооружённых сил страны. Правительство Замбии согласилось на эту просьбу, подчеркнув, что оказание подобной помощи стало возможным в связи с установившимися тёплыми отношениями между странами.

## Торговля
В 2015 году Замбия в рамках гуманитарной помощи осуществила поставку 30000 литров топлива в Малави.